# Radiohuset (dokumentarfilm)
|  | Denne artikel er oprettet af botten Steenthbot ud fra en ekstern database. Den kan derfor have sproglige fejl eller mangler. Denne skabelon kan fjernes efter kontrol af indholdet. |

Radiohuset er en dansk dokumentarfilm fra 1947 instrueret af Hagen Hasselbalch.

## Handling
Filmen giver et billede af det travle liv, der dagen igennem rører sig i Radiohuset, og den viser os personerne bag stemmerne samt de tekniske virkemidler, der skal til for at gennemføre udsendelserne.